# Nikołaj Winogradow
Nikołaj Arkadjewicz Winogradow (ros. Николай Аркадьевич Виноградов, ur. 23 października 1910 w guberni twerskiej, zm. 1977 w Moskwie) – minister ochrony zdrowia RFSRR (1959-1962).

## Życiorys
W 1934 ukończył 2 Leningradzki Instytut Medyczny, 1934-1936 pracował jako chirurg, główny lekarz szpitala rejonowego i kierownik rejonowego oddziału ochrony zdrowia, 1936-1938 był aspirantem 2 Leningradzkiego Instytutu Medycznego. W 1938 był głównym lekarzem szpitala im. Miecznikowa w Leningradzie, 1938-1940 dyrektorem Leningradzkiego Instytutu Dokształcania Lekarzy, następnie zastępcą ministra ochrony zdrowia RFSRR, od 1939 należał do WKP(b). W latach 1949–1977 kierował katedrą higieny społecznej i organizacji ochrony zdrowia Centralnego Instytutu Dokształcania Lekarzy, jednocześnie od 1951 dyrektorem Instytutu Organizacji Ochrony Zdrowia i Historii Medycyny im. Siemaszko i dyrektorem państwowego wydawnictwa literatury medycznej, a od 10 kwietnia 1959 do 14 listopada 1962 ministrem ochrony zdrowia RFSRR. Był odznaczony dwoma Orderami Czerwonego Sztandaru Pracy i Orderem Czerwonej Gwiazdy.